# شركة لندن
شركة لندن (بالإنجليزية: London Company)‏ تعرف كذلك باسم «شركة فرجينا اللندنية» (بالإنجليزية: Virginia Company of London)‏ كانت شركة مساهمة إنجليزية تأسست بمرسوم ملكي من قبل الملك جيمس الأول عام 1606 بهدف تأسيس مستعمرات في أمريكا الشمالية.
تضمنت الأراضي التي منحت لشركة لندن الساحل الشرقي لأمريكا ما بين خط عرض 34° شمال (كيب فير) وخط عرض 41° شمال (خليج لونغ ايلاند) و سمح للشركة بموجب المرسوم الممنوح لها تأسيس نحو 100-ميل-مربع (260 كـم2) من المستوطنات.